# Allons enfants (film, 2018)
Pour les articles homonymes, voir Allons enfants.
 (décembre 2018).
Si vous disposez d'ouvrages ou d'articles de référence ou si vous connaissez des sites web de qualité traitant du thème abordé ici, merci de compléter l'article en donnant les références utiles à sa vérifiabilité et en les liant à la section « Notes et références ».
Pour plus de détails, voir Fiche technique et Distribution.
Allons enfants est un drame réalisé par Stéphane Demoustier, sorti en 2018. 
Il a été notamment sélectionné au Festival International du film de Berlin, où il a reçu la mention spéciale du jury Génération.

## Synopsis
Dans les jardins de la Villette, Cléo (3 ans et demi) joue avec son frère jumeau Paul. Cléo s'éloigne et se perd. Puis c’est au tour de Paul de se retrouver seul. Perdus dans Paris, Cléo cherche Paul et Paul cherche Cléo. Comment les enfants vont-ils vivre ces quelques heures buissonnières ?

## Fiche technique
- Réalisateur et scénariste : Stéphane Demoustier
- Producteurs : Stéphane Demoustier et Guillaume Dreyfus
- Assistant réalisateur : Lucile Jacques
- Son : Francis Bernard, Vincent Verdoux
- Montage : Nicolas Desmaison
- Musique : Vimala Pons et Tsirihaka Harrivel
- Sociétés de production : Année Zéro, Tripode
- Société de distribution : Norte Distribution

## Distribution
- Cléo Demoustier : Cléo
- Paul Demoustier : Paul
- Vimala Pons : Louise
- Anders Danielsen Lie : David
- Elsa Wolliaston : Elsa
- Sam Louwyck : L'homme au baton

## Distinctions
- Mention spéciale du jury Génération à la Berlinale 2018[3] 2018
- Sélectionné aux Rencontres du moyen métrage de Brive[4]